# Bryan Goss
Bryan Winston Goss, més conegut com a Bryan Goss   (Yetminster, 11 de setembre de 1940 - 5 de gener de 2021), fou un pilot de motocròs anglès que va assolir diversos èxits durant la dècada del 1960, entre ells sengles victòries a les dues mànegues del Trofeu de les Nacions de 1966, celebrat a Brands Hatch, superant-hi pilots de la talla de Joël Robert, Torsten Hallman i el seu company d'equip Dave Bickers. També va guanyar el Campionat Britànic de 500cc el 1970 i el Grandstand Trophy aquell any mateix.

## Resum biogràfic

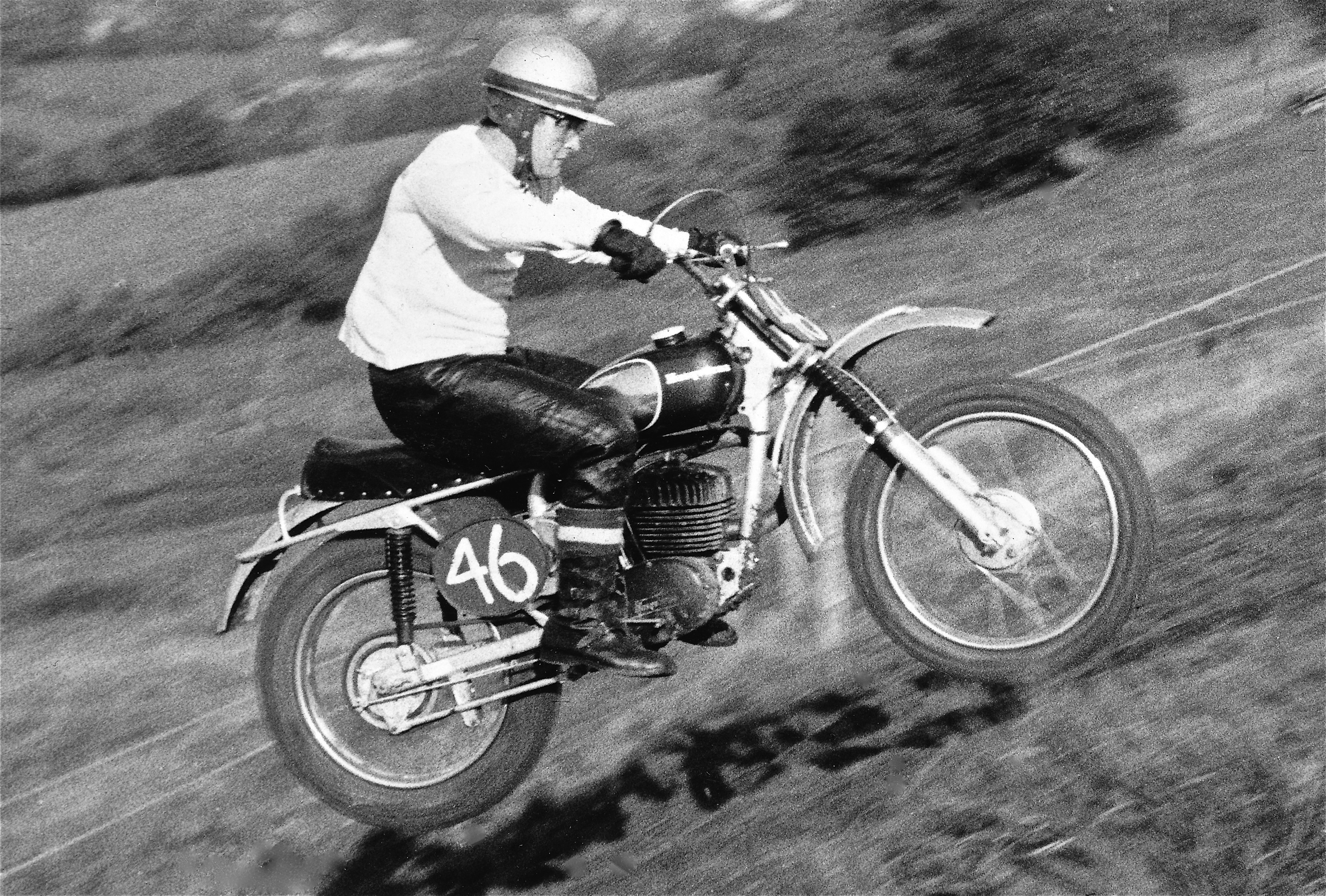
Goss amb la Husqvarna a Bulbarrow Hill, prop de Woolland (Dorset), el 1965

Conegut popularment com a Badger Goss o, simplement, Badger (teixó en anglès), Bryan Goss va començar a practicar de petit amb la bicicleta pels camps de conreu propers a casa seva, fins que el 1957, a 16 anys, va debutar en competició en curses de grasstrack amb una LCS de 197 cc. El 1958, es va trencar una cama en una cursa a Exeter i va haver d'estar-se un any sense córrer. Un cop recuperat, va tornar a competir amb una Greeves Hawkstone, també de 197 cc, proporcionada pel distribuïdor de la fàbrica al West Country (Sud-oest d'Anglaterra), Triss Sharp. Els seus bons resultats li varen permetre d'aconseguir una Cotton de fàbrica per al 1960.
Goss va córrer durant tres anys amb Cotton, mentre feia de camioner i treballava en un negoci de pinsos durant la setmana. També va treballar breument a la fàbrica Cotton de Gloucester, fins que en guanyar una cursa amb una Dot, marca rival, va perdre aquesta feina. Després, Goss va tornar a córrer amb Cotton fins que va tornar a aconseguir motocicletes oficials Greeves per a les temporades de 1963 i 1964.
El 1964, mentre vivia a Yetminster (Dorset), Goss va inaugurar un establiment comercial on venia motocicletes de motocròs i accessoris a Yeovil, la ciutat important més propera, just a l'altra banda del límit del comtat de Somerset.
Durant el 1965, Goss va córrer per a Cotton i va pilotar també una Husqvarna privada que li havia comprat a Jeff Smith, fins que el 1966 va signar per Greeves. La fàbrica es feia càrrec del manteniment i actualització de les motos, mentre que el seu germà Tony s'encarregava del transport i preparació per a les curses.
A començaments de 1970, Bryan Goss va guanyar el prestigiós BBC Grandstand Trophy i a finals de temporada, aconseguí el seu primer i únic campionat britànic. Goss va continuar competint fins que els compromisos comercials li ho van impedir, especialment des que va assumir la importació de les Maico alemanyes per al Regne Unit. A data de 2015, el seu negoci a Yeovil continuava en marxa, amb el seu fill al capdavant. Els seus nets havien començat també a competir en motocròs.

## El malnom 'Badger'
El 1966, Bryan Goss fou entrevistat per la revista Motor Cycle. En ser preguntat, va dir que ningú no coneixia l'origen del malnom 'Badger' que arrossegava des de jove, però s'esperava que fos de per vida, i que tenia un cap de teixó de peluix al taulell de la seva botiga.

## Palmarès al Campionat britànic
Font:
| Any  | Motocicleta | 500 cc | 250 cc |
| ---- | ----------- | ------ | ------ |
| 1961 | Cotton      | -      | 9è     |
| 1962 | Cotton      | -      | -      |
| 1963 | Greeves     | -      | 2n     |
| 1964 | Greeves     | -      | -      |
| 1965 | Husqvarna   | -      | 2n     |
| 1966 | Husqvarna   | -      | 3r     |
| 1967 | Husqvarna   | -      | 4t     |
| 1968 | Husqvarna   | -      | -      |
| 1969 | Husqvarna   | 4t     | 3r     |
| 1970 | Husqvarna   | 1r     | -      |
| 1971 | ?           | -      | -      |
| 1972 | Maico       | 8è     | -      |